# Мар'їнський район
Ма́р'їнський райо́н — колишня адміністративно-територіальна одиниця у північній частині степової зони, на південному заході Донецької області. Адміністративний центр у місті Мар'їнка. Площа району становила 1350,5 км², населення — 91,4 тисячі осіб, в тому числі міського — 58,8 тисячі, сільського — 32,6 тисячі. Район утворено 7 березня 1923 року.
В грудні 2020 року район було ліквідовано та підпорядковано Волноваській райдержадміністрації

## Природні ресурси. Екологічна ситуація
Шкідливі викиди в атмосферу у 2000 році склали в районі 117,6 тис. тонн. Щорічно в районі нагромаджується понад 1350 тис. тонн відходів виробництва. В основному це золошлаки від спалювання вугілля Курахівської ТЕС, які розміщені у двох золовідвалах. Всього в них накопичено понад 49 млн тонн золошлаків. Застосування ефективних природоохоронних заходів потребує значних інвестицій. В районі функціонують 9 постійних водовипусків, у тому числі 8 господарсько-побутових з повним циклом біологічного очищення. За хіміко-бактеріологічними показниками якість скидних стічних вод відповідає вимогам держстандартів.

## Історія
Територія Мар'їнки була складовою частиною приазовських степів. З часів Нової Січі належала другому стану війська Запорозького, а з середини 18 ст. — до Кальміуської паланки.
У 1859 році тут мешкало 1318 ос., налічувалося 220 дворів. З 1874 року — Мар'їнка стала волосним центром нового Маріупольського повіту.
У 1869 році в приміщенні церковноприходської сторожки відкрилася школа з дворічним строком навчання. Першу сільську раду було обрано наприкінці 1920 року.
07 березня 1923 року в складі Юзівського повіту був створений Мар'їнський район (центр м. Мар'їнка), в який увійшли Мар'їнська, Красногорівська, Старо-Михайлівська волості. В 1938 році Мар'їнку віднесли до категорії селищ міського типу.
Війна 1941–1945 рр. не обійшла стороною край. 19 жовтня 1941 року гітлерівці окупували місто Мар'їнку і тільки 10 вересня 1943 року частини 320 стрілецької дивізії 9 стрілецького корпусу північного фронту під командуванням генерал-майора І. І. Швигіна визволили Мар'їнку.

## Адміністративний устрій
Адміністративно-територіально район поділяється на 3 міські ради, 2 селищні ради та 15 сільських рад, які об'єднують 58 населені пункти та підпорядковані Мар'їнській районній раді. Адміністративний центр — місто Мар'їнка.

## Населення
Національний склад населення району за переписом 2001 року
|               | чисельність | частка |
| українці      | 70 703      | 78,5   |
| росіяни       | 16 589      | 18,4   |
| греки         | 958         | 1,1    |
| білоруси      | 495         | 0,5    |
| болгари       | 230         | 0,3    |
| вірмени       | 190         | 0,2    |
| азербайджанці | 106         | 0,1    |

Етномовний склад сільських та міських рад району (рідна мова населення) за переписом 2001 року, %
|                            | українська | російська | вірменська | білоруська |
| Мар'їнський район          | 56,5       | 43,0      | 0,1        | 0,1        |
| -------------------------- | ---------- | --------- | ---------- | ---------- |
| м. Мар'їнка                | 70,1       | 28,9      | 0,4        | 0,1        |
| м. Красногорівка           | 25,6       | 74,0      | 0,1        | 0,0        |
| м. Курахове                | 29,8       | 69,7      | 0,0        | 0,1        |
| смт Іллінка                | 83,9       | 16,1      |            |            |
| смт Олександрівка          | 94,2       | 5,5       | 0,0        | 0,1        |
| смт Старомихайлівка        | 72,4       | 27,3      | 0,1        | 0,1        |
| Галицинівська сільрада     | 63,0       | 36,5      | 0,3        | 0,1        |
| Дачненська сільрада        | 48,1       | 51,2      |            | 0,1        |
| Добровільська сільрада     | 92,9       | 6,6       | 0,3        | 0,1        |
| Єлизаветівська сільрада    | 97,4       | 2,7       |            |            |
| Зозянська сільрада         | 83,2       | 16,2      |            |            |
| Катеринівська сільрада     | 91,9       | 7,6       | 0,2        | 0,2        |
| Костянтинівська сільрада   | 93,9       | 6,0       |            | 0,1        |
| Луганська сільрада         | 37,4       | 62,2      |            | 0,3        |
| Максимільянівська сільрада | 92,3       | 7,3       | 0,1        | 0,1        |
| Новомихайлівська сільрада  | 92,6       | 7,0       |            | 0,1        |
| Новоселидівська сільрада   | 72,5       | 27,3      |            | 0,1        |
| Новоукраїнська сільрада    | 91,7       | 8,1       |            | 0,1        |
| Павлівська сільрада        | 85,5       | 14,0      |            | 0,3        |
| Степненська сільрада       | 74,0       | 25,7      | 0,0        | 0,1        |
| Успенівська сільрада       | 90,5       | 9,4       |            | 0,1        |

## Економіка
На території Мар'їнського району розташовано 9 промислових підприємств, які належать до таких галузей промисловості, як електроенергетика, чорна металургія, промисловість будматеріалів, хімічна та нафтохімічна промисловість, машинобудування та металообробка, харчова та інші галузі промисловості.
Обсяг промислового виробництва підприємствами району в чинних цінах становить 464,7 млн грн. У промисловому виробництві зайнято 5,5 тис. чол. Найбільшими промисловими підприємствами району є: Курахівська ТЕС, ВАТ «Красногорівський вогнетривкий завод», ВАТ «Мар'їнський шиноремонтний завод», ВАТ «Курахівський механічний завод», відкрите акціонерне товариство «Лактіс», ВАТ «Мар'їнська харчосмакова фабрика», агропромисловий комплекс, який налічує 36 колективних сільськогосподарських підприємств та 74 фермерських господарства.
Сільськогосподарські підприємства району спеціалізуються на виробництві продукції, як рослинництва, так і тваринництва. Фермерські господарства району спеціалізуються на вирощуванні зернових культур соняшника, овочевих і частково кормових культур.
Вантажні та пасажирські перевезення в районі здійснюються автомобільним та залізничним транспортом. В районі налічується 13048 одиниць автотранспорту. Вантажообіг вантажних автомобілів становить 1982,6 тис. тонн-кілометрів.
Будівництво об'єктів житла здійснюють 7 підрядних будівельних організацій, чисельність працівників в яких становить 635 чол.
Торговельне обслуговування населення здійснює 101 підприємство торгівлі, 253 магазини, в тому числі 89 підприємств колективної форми власності й 22 приватних підприємства.
Побутові послуги району надають 63 підприємства, в тому числі 7 спеціалізованих. Основні види послуг — шиття та ремонт швацьких виробів, перукарські, ритуальні, пральні, ремонт побутової та електронної апаратури.

## Транспорт
Територією району проходять такі автошляхи: Н15, Н20, Т 0509, Т 0524 та Т 0525.
У районі розташований один залізничний вузол — станція Доля. Лінія Волноваха — Донецьк проходить східним краєм району. Зі сходу на захід район перетинає лінія Рутченкове — Покровськ. Станції: Красногорівка та Роя.
Зупинні пункти: 45 км, 46 км, 1168 км, 1172 км, Старомихайлівка та Суворове.

## Освіта
У Мар'їнському районі 33 загальноосвітні школи, де навчається понад 11 тис. школярів. Є школа-інтернат № 3 ім. Макаренка, в якій живуть і навчаються 218 дітей-сиріт; Курахівський політехнічний ліцей, радгосп-технікум і ПТУ: Красногорівське і Курахівське. А також 28 дошкільних закладів, дитячо-юнацький центр творчості, в 30 гуртках якого займається близько 1000 дітей.

## Медичні заклади. Охорона здоров'я
Населення району обслуговують 5 лікарень, 9 амбулаторно-поліклінічних установ, 26 фельдшерсько-акушерських пунктів, районна санітарно-епідеміологічна станція та 8 периферійних відділень швидкої медичної допомоги в складі лікувально-профілактичних установ.
Планова потужність поліклінік та амбулаторій району — 2046 відвідувань за зміну, фактична — 2680. Ліжковий фонд спеціалізується за 12 профілями й нараховує 520 ліжок. У поліклініках і амбулаторіях розгорнуті денні стаціонари на 109 ліжок. Загальна кількість лікарів — 239 ос., середніх медичних працівників — 746. Медикаментозне обслуговування населення району забезпечують 12 аптек. В 1995 році в районі відкрито і функціонує обласний госпіталь для ветеранів війни на 250 ліжок.

## Засоби масової інформації
- районна друкарня, поліграфічне підприємство, яке випускає бланочну продукцію
- редакція газети «Мар'їнська нива», в тиражі якої 3139 примірників, і виходить 2 рази на тиждень

## Культура
- Заклади культури:
  - 1 будинок культури на 750 місць, функціонує 10 колективів художньої самодіяльності, 4 клуби за інтересами, школа кроєння та шиття, дискотека
  - 2 бібліотеки: центральна районна бібліотека для дорослих, районна дитяча, з загальним бібліотечним фондом 74582 прим., які відвідують 5405 ос. Книговидача за 2001 р. склала 104787 прим.
  - «народний» музей історії Мар'їнського району
  - кінотеатр на 200 місць
  - дитяча музична школа, в якій навчається 170 учнів по класу з 6 видів музичних інструментів.
- Докладніше: Пам'ятки історії Мар'їнського району

## Розвиток спорту
Для розвитку спортивних здібностей дітей і молоді в місті працюють спортивні зали в школах, 2 плавальних басейни — в школі № 1 і школі-інтернаті ім. Макаренка. В спортивному клубі «Олімп» працюють секції з футболу, легкої атлетики, а також класична боротьба, дзюдо і самбо. Відвідують секції понад 200 чол. На базі СТОВ ім. Тараса Шевченка створена дитячо-юнацька спортивна школа. В секціях футболу, волейболу і велоспорту займається 250 учнів. На базі школи № 1 районним відділом народної освіти створена дитячо-юнацька спортивна школа з плавання, футболу й боротьби дзюдо.
На базі школи-інтернату ім. Макаренка функціонує спеціалізована дитячо-юнацька спортивна школа з шахів, волейболу, футболу, настільного тенісу.

## Релігійні організації
У районі діють 12 релігійних організацій, які розташовані в Старомихайлівці, Красногорівці, Новомихайлівці, Мар'їнці-2, Новоукраїнці, Добровіллі, Максимільянівці, Олександрівці, Єлизаветівці, Кураховому.

## Політика
25 травня 2014 року відбулися Вибори Президента України. У межах Мар`їнського району було створено 6 виборчих дільниць. Явка на виборах складала — 1,22% (проголосували 132 із 10 840 виборців). Найбільшу кількість голосів отримав Петро Порошенко — 56,06% (74 виборців); Сергій Тігіпко — 12,12% (16 виборців), Юлія Тимошенко — 8,33% (11 виборців), Олег Ляшко — 5,30% (7 виборців), Анатолій Гриценко та Дмитро Ярош — по 4,55% (по 6 виборців). Решта кандидатів набрали меншу кількість голосів. Кількість недійсних або зіпсованих бюлетенів — 2,27%.